# پیراآذرخش‌دد
پیراآذرخش‌دد (نام علمی: Parastrapotherium) نام یک سرده از تیره آذرخش‌ددان است.